# Primulina pinnatifida
Primulina pinnatifida là một loài thực vật có hoa trong họ Tai voi (Gesneriaceae). Loài này có ở Phúc Kiến, Quảng Đông, Quảng Tây, Hồ Nam, Giang Tây, Chiết Giang (Trung Quốc); được Heinrich Raphael Eduard Handel-Mazzetti mô tả khoa học đầu tiên năm 1934 dưới danh pháp Didymocarpus pinnatifidus. Năm 1960, Brian Laurence Burtt chuyển nó sang chi Chirita. Năm 2011, Yin Z. Wang chuyển nó sang chi Primulina.